# 冷水溪镇
冷水溪镇，是中华人民共和国贵州省铜仁市松桃苗族自治县下辖的一个乡镇级行政单位。
2015年12月8日，贵州省人民政府批复同意松桃县部分乡镇行政区划调整，同意撤销冷水溪乡，设置冷水溪镇，撤乡设镇后行政区域和政府驻地不变。

## 行政区划
冷水溪镇下辖以下地区：
双龙村、罗袍村、木江河村、石门坎村、通塔坪村、赵家沟村、黑水村、三角坡村、三阳村、木材溪村、桐子坪村、齐心坝村、陶家沟村、道坨村、牛塘村、红星村和陆家坝村。